# Cu tigaia-n spate
Cu tigaia-n spate  este una dintre cele mai noi emisiuni produse de catre TVR Cluj. Este o emisiune despre mâncare și călătorii și îi are ca  protagoniști pe doi experimentați realizatori clujeni Dan Mihai Păvăloiu și Radu Pușcaș. Emisiunea poate fi urmărită pe canalele TVR 3, TVR Cluj si TVR HD.
Gazda Dan Mihai Păvăloiu călătorește prin toată țara  în căutarea unei realități arhaice pe care mulți o credem demult dispărută. Gasirea unor rețete vechi de mâncare este, de fapt,  doar pretextul pentru a descoperi locuri inedite, de afla poveștile unor oameni oameni deosebiți.
Având ca sursă de inspirație emisiunea Anthony Bourdain: No Reservations, „Cu tigaia-n spate” presupune multă muncă de teren, multe ore de montaj dar și o cunoaștere de îndeaproape a satului românesc.